# Lazinser Rötelspitze
Die Lazinser Rötelspitze, auch Partschinser Rötelspitze genannt, ist ein 3037 m s.l.m. hoher Berggipfel in der Texelgruppe, einem Teil der Ötztaler Alpen in Südtirol. Sie befindet sich zwischen dem Zieltal im Westen und dem Lazinser Tal, einem Seitental des Pfelderer Tals, im Osten. Gegen Südosten wird die Rötelspitze durch das 2808 m hohe Halsljoch vom Tschigat (2998 m) getrennt, nordwestlich erhebt sich im weiteren Kammverlauf der Lodner (3219 m). Sie ist im Naturpark Texelgruppe unter Schutz gestellt.
Der markierte Normalweg führt vom Halsljoch über den Südostgrat zum Gipfel. Dieser ist stellenweise ausgesetzt und mit Ketten gesichert. Das Halsljoch ist aus verschiedenen Richtungen erreichbar. Als Ausgangspunkte bieten sich die Lodnerhütte und das Hochganghaus an (beide in der Gemeinde Partschins) oder Pfelders (Gemeinde Moos in Passeier).